# Carlo Tonon
Carlo Tonon (San Vendemiano, 25 maart 1955 – Stabiuzzo, 17 juni 1996) was een Italiaans wielrenner, beroeps van 1982 tot 1984. Hij reed voor de ploegen Inoxpran en Carrera-Inoxpran tweemaal de Ronde van Frankrijk uit.

## Loopbaan
In de Ronde van Frankrijk 1982 eindigde Tonon als ploegmaat van onder andere Giovanni Battaglin en Guido Bontempi vrij anoniem op een 116e plaats. Twee jaar later werd hij opnieuw door zijn ploeg naar de Tour gestuurd. Op 18 juli 1984 kwam hij in de 19e etappe, een bergrit door de Alpen, in de afdaling van de Col de Joux Plane in botsing met een overstekende toerist. Beiden moesten worden afgevoerd naar een ziekenhuis. Tonon lag maanden in coma en raakte blijvend gehandicapt.
In 1996 maakte hij op 41-jarige leeftijd een einde aan zijn leven. In Brugnera wordt sinds 2004 jaarlijks de wielerwedstrijd Memorial Carlo Tonon e Denis Zanette verreden, ter nagedachtenis aan Tonon en de in 2003 overleden wielrenner Denis Zanette.

## Belangrijkste overwinningen
1977
Gran Premio Industria e Commercio di San Vendemiano
1980
Gran Premio Industria e Commercio di San Vendemiano
1981
Grote Prijs van Poggiana

## Resultaten in voornaamste wedstrijden
| Jaar | Ronde van Italië | Ronde van Frankrijk | Ronde van Spanje |
| ---- | ---------------- | ------------------- | ---------------- |
| 1982 |                  | 116e                |                  |
| 1983 | 134e             |                     |                  |
| 1984 |                  | opgave              |                  |

## Ploegen
- 1982 –  Inoxpran Pentole Posate
- 1983 –  Inoxpran-Lumenflon
- 1984 –  Carrera-Inoxpran